# Garpen (1 km sydväst om Maltskäret, Kimitoön)
Garpen är en ö i Finland. Den ligger i Skärgårdshavet eller Norra Östersjön och i kommunen Kimitoön i landskapet Egentliga Finland, i den sydvästra delen av landet. Ön ligger omkring 72 kilometer söder om Åbo och omkring 130 kilometer väster om Helsingfors.
Öns area är 2,2 hektar och dess största längd är 230 meter i öst-västlig riktning. Ön höjer sig omkring 10 meter över havsytan.